# Henry Markram
Henry John Markram (28 de marzo de 1962) es un neurocientífico israelí de origen sudafricano, profesor de la Escuela Politécnica Federal de Lausana (EPFL) en Suiza y director del Proyecto Blue Brain y fundador del Proyecto Cerebro Humano.

## Educación
Henry Markram se licenció en fisiología e historia y filosofía de la ciencia por la Universidad de Ciudad del Cabo (Sudáfrica) y se doctoró en neurobiología por el Instituto Weizmann de Ciencias (Israel) en 1991, bajo la supervisión de Menahem Segal. Durante su doctorado, descubrió un vínculo entre la acetilcolina y los mecanismos de la memoria al demostrar que la acetilcolina modula el receptor primario relacionado con la plasticidad sináptica.

## Vida personal
Nacido en Sudáfrica, Markram es ahora ciudadano israelí. Markram conoció a su actual esposa, la neurocientífica Kamila Markram, en el Instituto Max Planck de Investigación Cerebral de Fráncfort. Juntos se trasladaron a la École Polytechnique Fédérale de Lausana y, en 2007, fundaron Frontiers Media. Markram se ha casado dos veces y tiene cinco hijos, uno de los cuales, Kai, es autista.
La biografía de Markram "El niño que sentía demasiado", escrita por Lorenz Wagner, revela una historia sobre su relación con su hijo, Kai.

## Investigación
Tras su doctorado, Markram fue a Estados Unidos como becario Fulbright a los Institutos Nacionales de Salud (NIH), donde estudió los canales iónicos en terminales sinápticas con Elise F. Stanley. Posteriormente, como becario Minerva, se trasladó al laboratorio de Bert Sakmann en el Instituto Max Planck de Heidelberg (Alemania), donde, junto con sus colegas, descubrió los transitorios del calcio en dendritas evocados por actividad subumbral y por potenciales de acción únicos que se propagan de vuelta a las dendritas. También empezó a estudiar la conectividad entre neuronas, describiendo con gran detalle cómo están interconectadas las neuronas piramidales de la capa 5.
Algunos de sus trabajos alteraron la temporización relativa de los potenciales de acción presinápticos y postsinápticos para revelar un mecanismo de aprendizaje entre neuronas en el que la temporización relativa en el rango de los milisegundos afecta a la fuerza de acoplamiento entre neuronas. La importancia de esta sincronización se ha reproducido en muchas regiones del cerebro y se conoce como plasticidad sináptica dependiente de la sincronización de las puntas (STDP).
Markram fue nombrado profesor adjunto en el Instituto Weizmann de Ciencias, donde su grupo empezó a diseccionar sistemáticamente la columna neocortical. Junto con sus posdoctorandos y estudiantes de doctorado, descubrió que el aprendizaje sináptico también puede implicar un cambio en la dinámica sináptica (lo que se denomina redistribución de la eficacia sináptica) en lugar de un mero cambio en la intensidad de las conexiones. Él y su grupo también estudiaron los principios que rigen la estructura, la función y la dinámica emergente de los microcircuitos neocorticales. Junto con Wolfgang Maass, desarrolló la llamada teoría de la máquina de estado líquido o computación de alta entropía.
En 2002, se trasladó a la EPFL como profesor titular y fundador/director del Brain Mind Institute y Director del Centro de Neurociencia y Tecnología. En el BMI, en el Laboratorio de Microcircuitos Neuronales, Markram sigue estudiando la organización de la columna neocortical, desarrolla herramientas para llevar a cabo grabaciones con patch clamp de neuronas múltiples combinadas con láser y estimulación eléctrica, así como grabaciones eléctricas multisitio, imágenes químicas y expresión génica.
En 2013, la Unión Europea financió el Proyecto Cerebro Humano, dirigido por Markram, por valor de 1.300 millones de dólares. Markram afirmó que el proyecto crearía una simulación de todo el cerebro humano en un superordenador en una década, revolucionando el tratamiento de la enfermedad de Alzheimer y otros trastornos cerebrales. Menos de dos años después de su puesta en marcha, se reconoció que el proyecto estaba mal gestionado y que sus pretensiones eran exageradas, por lo que se pidió a Markram que dimitiera.
El 8 de octubre de 2015, el proyecto Blue Brain publicó la primera reconstrucción y simulación digital del microcircuito de la corteza somatosensorial de una rata neonatal.

## Selección de publicaciones
- 1997: Markram, H.; Lübke, J.; Frotscher, M.; Sakmann, B. (1997). «Regulation of Synaptic Efficacy by Coincidence of Postsynaptic APs and EPSPs». Science 275 (5297): 213-215. PMID 8985014. doi:10.1126/science.275.5297.213."Regulation of Synaptic Efficacy by Coincidence of Postsynaptic APs and EPSPs". Science. 275 (5297): 213–215. doi:10.1126/science.275.5297.213. PMID 8985014. S2CID 46640132.
- 1997: Tsodyks, M. V.; Markram, H. (1997). «The neural code between neocortical pyramidal neurons depends on neurotransmitter release probability». Proceedings of the National Academy of Sciences 94 (2): 719-723. Bibcode:1997PNAS...94..719T. PMC 19580. PMID 9012851. doi:10.1073/pnas.94.2.719."The neural code between neocortical pyramidal neurons depends on neurotransmitter release probability". Proceedings of the National Academy of Sciences. 94 (2): 719–723. Bibcode:1997PNAS...94..719T. doi:10.1073/pnas.94.2.719. PMC 19580. PMID 9012851.
- 2000: Gupta, A.; Wang, Y.; Markram, H. (2000). «Organizing Principles for a Diversity of GABAergic Interneurons and Synapses in the Neocortex». Science 287 (5451): 273-278. Bibcode:2000Sci...287..273G. PMID 10634775. doi:10.1126/science.287.5451.273."Organizing Principles for a Diversity of GABAergic Interneurons and Synapses in the Neocortex". Science. 287 (5451): 273–278. Bibcode:2000Sci...287..273G. doi:10.1126/science.287.5451.273. PMID 10634775.
- 2002: Maass, Wolfgang; Natschläger, Thomas; Markram, Henry (2002). «Real-Time Computing Without Stable States: A New Framework for Neural Computation Based on Perturbations». Neural Computation 14 (11): 2531-2560. PMID 12433288. doi:10.1162/089976602760407955."Real-Time Computing Without Stable States: A New Framework for Neural Computation Based on Perturbations". Neural Computation. 14 (11): 2531–2560. doi:10.1162/089976602760407955. PMID 12433288. S2CID 1045112.
- 2004: Markram, Henry; Toledo-Rodriguez, Maria; Wang, Yun; Gupta, Anirudh; Silberberg, Gilad; Wu, Caizhi (2004). «Interneurons of the neocortical inhibitory system». Nature Reviews Neuroscience 5 (10): 793-807. PMID 15378039. doi:10.1038/nrn1519."Interneurons of the neocortical inhibitory system". Nature Reviews Neuroscience. 5 (10): 793–807. doi:10.1038/nrn1519. PMID 15378039. S2CID 382334.
- 2010: Markram, Kamila; Markram, Henry (21 de diciembre de 2010). «The Intense World Theory – a unifying theory of the neurobiology of autism». Frontiers in Human Neuroscience 4: 224. ISSN 1662-5161. PMC 3010743. PMID 21191475. doi:10.3389/fnhum.2010.00224. «La neuropatología propuesta es el hiperfuncionamiento de los microcircuitos neuronales locales, caracterizados por la hiperreactividad y la hiperplasticidad. Se especula que estos microcircuitos hiperfuncionales se vuelven autónomos y atrapan la memoria, lo que conduce a las consecuencias cognitivas centrales de la hiperpercepción, la hiperatención, la hipermemoria y la hiperemocionalidad. La teoría se centra en el neocórtex y la amígdala, pero podría aplicarse a todas las regiones del cerebro. (...) Esto puede conducir a un procesamiento de la información obsesivamente detallado de fragmentos del mundo y a una disociación involuntaria y sistemática del autista de lo que se convierte en un mundo dolorosamente intenso.»
- 2011: Perin, R.; Berger, T. K.; Markram, H. (2011). «A synaptic organizing principle for cortical neuronal groups». Proceedings of the National Academy of Sciences 108 (13): 5419-5424. Bibcode:2011PNAS..108.5419P. PMC 3069183. PMID 21383177. doi:10.1073/pnas.1016051108."A synaptic organizing principle for cortical neuronal groups". Proceedings of the National Academy of Sciences. 108 (13): 5419–5424. Bibcode:2011PNAS..108.5419P. doi:10.1073/pnas.1016051108. PMC 3069183. PMID 21383177.
- 2015: Markram, Henry; Muller, Eilif; Ramaswamy, Srikanth; Reimann, Michael W.; Abdellah, Marwan; Sanchez, Carlos Aguado; Ailamaki, Anastasia; Alonso-Nanclares, Lidia; Antille, Nicolas (2015). «Reconstruction and Simulation of Neocortical Microcircuitry». Cell 163 (2): 456-492. PMID 26451489. doi:10.1016/j.cell.2015.09.029."Reconstruction and Simulation of Neocortical Microcircuitry". Cell. 163 (2): 456–492. doi:10.1016/j.cell.2015.09.029. PMID 26451489. S2CID 14466831.